# Linxia
Linxia (chiń. upr. 临夏; chiń. trad. 臨夏; pinyin Línxià) – miasto na prawach powiatu w środkowych Chinach, w prowincji Gansu, siedziba administracyjna prefektury autonomicznej Linxia. W 2000 roku liczyło ok. 202,5 tys. mieszkańców.
Większość mieszkańców stanowią muzułmanie Hui oraz Dongxiang. W mieście znajdują się liczne meczety. Główną atrakcją turystyczną jest malowniczy kompleks świątyń taoistycznych usytuowany tarasowo na zboczu wzgórza dominującego nad miastem. Niedaleko znajduje się również niewielki klasztor buddyjski.